# إجراء كريدي
إجراء كريدي هو إجراء طبي في الأطفال حديثي الولادة، ويتعلق بالحماية من العامل المسبب للسيلان. يتضمن الإجراء إضافة 1% من محلول نترات الفضة في الملتحمة، يوصى بأن يتم عمل ذلك الإجراء خلال ساعة واحدة من الولادة. وهو إجراء فعال في منع التهاب الملتحمة الناتج عن النيسرية البنية.